# Amazona kawalli
L'amazzone di Kawall (Amazona kawalli) è un uccello della famiglia degli Psittacidi.